# پال استوارت (هنرپیشه)
پال استوارت (انگلیسی: Paul Stewart؛ ۱۳ مارس ۱۹۰۸ – ۱۷ فوریهٔ ۱۹۸۶) هنرپیشه اهل ایالات متحده آمریکا بود.
از فیلم‌هایی که وی در آن نقش داشته است، می‌توان به همشهری کین، انتقام پلنگ صورتی، در کمال خونسردی، مرگبار ببوس مرا، پنجره و حد مکانی، آمریکا اشاره کرد.